# Двухэтажный лифт

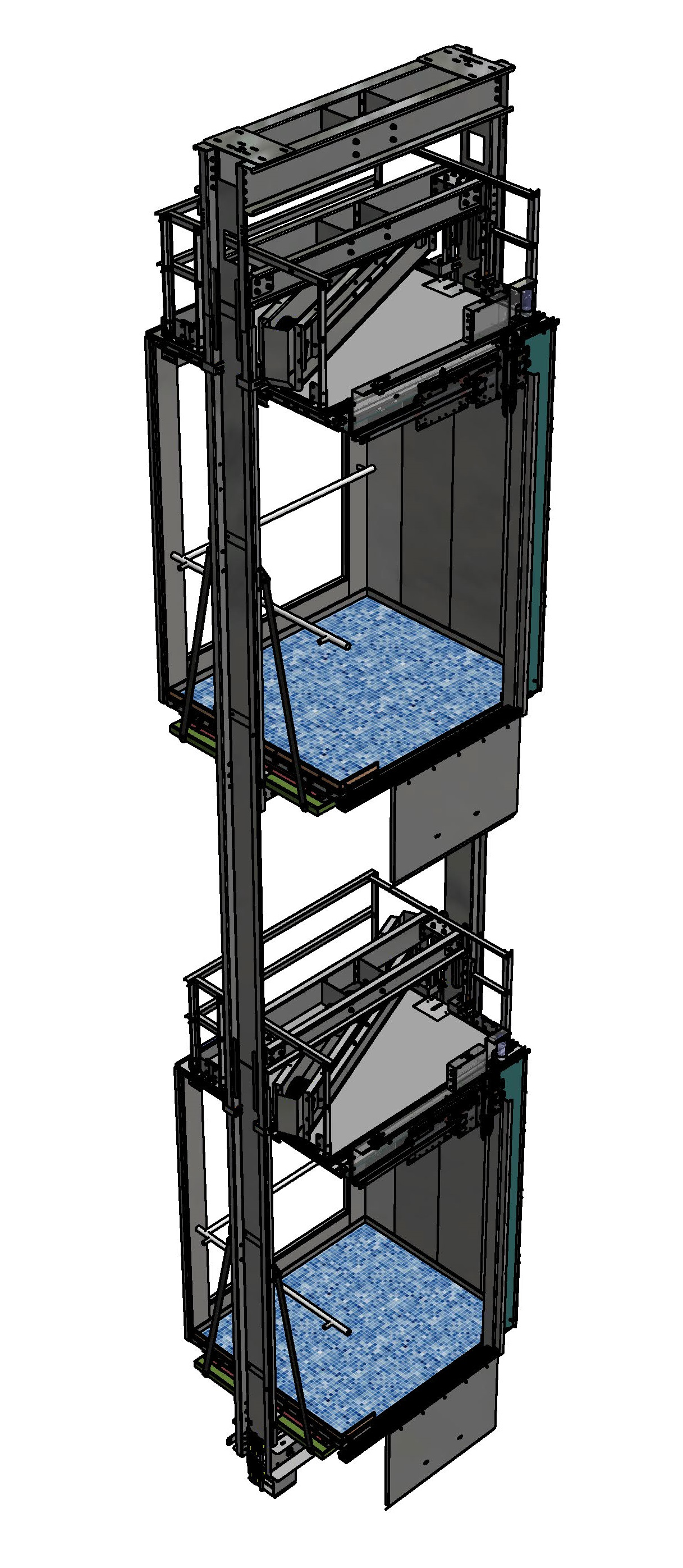
Проект двухэтажного лифта для комплекса «Глобальный маяк» (реконструкция телевизионной башни Екатеринбурга)

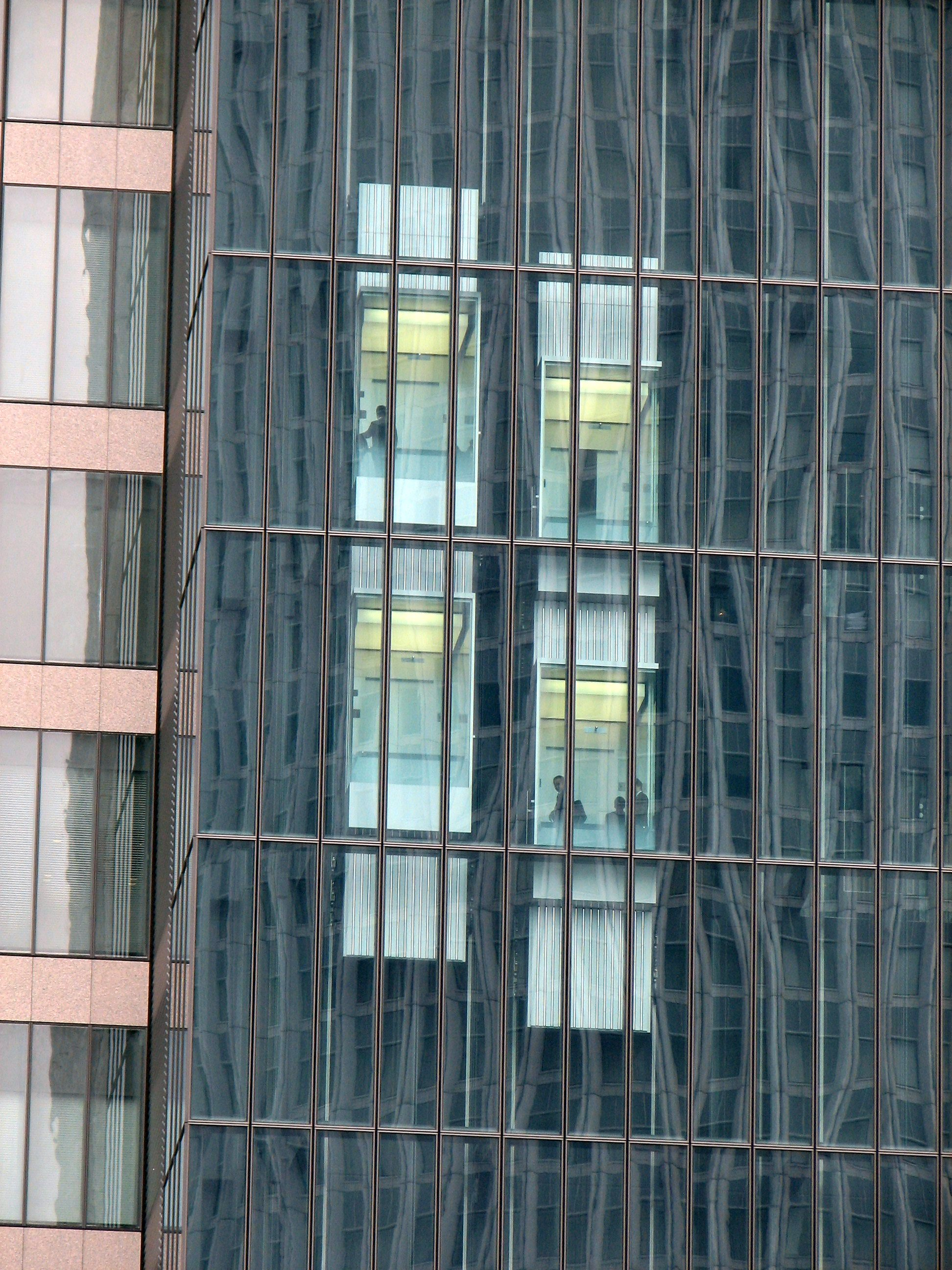
Двухэтажные пассажирские лифты на центральной площади г. Нагоя, Япония

Двухэтажный лифт — лифт, сконструированный из двух жёстко скреплённых кабин, расположенных одна над другой. Это позволяет пассажирам размещаться на двух этажах лифта одновременно, что  увеличивает пропускную способность шахты лифта. Такая схема может оказаться эффективной в зданиях, в которых остановки лифта происходят почти на каждом этаже. Так, например, один двухэтажный лифт позволяет пассажирам совершать посадку на двух соседних этажах одновременно.
Большим преимуществом двухэтажных лифтов является то, что они занимают меньше места, чем традиционные лифты при одинаковой пропускной способности. В небоскрёбах, где лифты, как правило, занимают значительную площадь, это позволяет более эффективно использовать пространство.

## Двухэтажные грузопассажирские лифты
Не все двухэтажные лифты используются для перевозки только пассажиров на обоих этажах. Иногда в одном или более лифте в здании второй этаж используется для перевозки товаров, как правило, вне пиковых периодов перевозки, что позволяет обойтись без отдельного грузового лифта. В периоды пиковой нагрузки лифты переходят к пассажирскому режиму, ускоряя перевозку пассажиров в здании.